# تادئوس وین وان لی
تادئوس وین وان لی (انگلیسی: Thadeus Nguyễn Văn Lý؛ ۱۵ مهٔ ۱۹۴۶ –) فعال حقوق بشر، و کشیش کاتولیک اهل ویتنام است. مخالف دولت و در بسیاری از جنبش‌های طرفدار دموکراسی شرکت داشته و در حدود ۱۵ سال در زندان بوده‌است.به خاطر حبس و اعتراض مداوم او و تاثیرگذازی بر روی افکار عمومی جامعه جهانی، باعث شد تا در دسامبر ۱۹۸۳ پدر لی را به عنوان زندانی عقیدتی معرفی کنند، در ۳۰ مارس ۲۰۰۷ به خاطر حمایت او از بیانیه گروه بلوک ۸۴۰۶ بار دیگر به هشت سال زندان محکوم شد این درحالی بود که مدت محکومیتش به پایان رسیده بود و یک زندانی آزاد شده محسوب می‌شد.
وی همچنین برندهٔ جوایزی همچون جایزه هومو هومینی شده‌است.